# Alicia (Isabela)
Pour les articles homonymes, voir Alicia.
Alicia est une municipalité de la province d’Isabela, aux Philippines.